# 황윤석
황윤석(黃胤錫, 1729년 5월 25일(음력 4월 28일) ~ 1791년 5월 19일(음력 4월 17일))은 조선 영·정조 시대의 학자이다. 본관은 평해(平海)이고, 호는 이재(頤齋)이다. 김원행의 제자로 특히 경학에 밝았다. 1747년 영조 때 사마시에 급제하여 익찬에 이르렀다.
황윤석은 조선후기 저술한 학자이자 시인이다.
출생연도는 1729년이고 지역은 전라북도 고창군 성내면 조동리이다. 황윤석은 어릴때 할머니 김씨에서 글자를 익히고, 이듬해에 시를 배웠다. 6세에 쉬운 글자를 맞추어 시를 짓는 법을 할머니로부터 배웠고, 9세 때에는 이미 세상사람들에게 그의 뛰어난 재주가 알려졌다

## 저서
- 《이재난고》(頤齋亂藁) - 시도유형문화재 제111호
- 《이재유고(頤齋遺稿)》 25권
- 《이재속고》(頤齋續稿)
- 《이수신편》(理藪新編)
- 《자지록》(恣知錄)
- 《화음방언자의해》(華音方言字義解) : 아래 《자모변》과 함께 오늘날 국어 연구에 있어서 좋은 자료가 되고 있다.
- 《자모변》(字母辨)

## 같이 보기
- 석실서원
- 냉면
- 배달

## 참고 문헌
- 이 문서에는 다음커뮤니케이션(현 카카오)에서 GFDL 또는 CC-SA 라이선스로 배포한 글로벌 세계대백과사전의 내용을 기초로 작성된 글이 포함되어 있습니다.